# Ding Yanyuhang
Dans ce nom, le nom de famille, Ding, précède le nom personnel.
Ding Yanyuhang (en chinois : 丁彦雨航), né le 20 août 1993, à Karamay, en République populaire de Chine, est un joueur de basket-ball chinois, évoluant au poste d'ailier.

## Palmarès
- Champion d'Asie 2015